# Музей древнерусской культуры и искусства имени Андрея Рублёва
Центра́льный музе́й древнеру́сской культу́ры и иску́сства и́мени Андре́я Рублёва — музей русского церковного искусства Средневековья и Нового времени. Основан в 1947 году учёными Петром Барановским, Игорем Грабарём, Николаем Ворониным и Петром Максимовым, по инициативе которых началась реставрация Спасо-Андроникова монастыря. Официальное открытие музея состоялось 21 сентября 1960 года и было приурочено к 600-летию со дня рождения иконописца Андрея Рублёва. Коллекция состоит из более чем тринадцати тысяч икон XII—XX веков, фресок, деревянных скульптур, рукописных и старопечатных книг, предметов медного художественного литья, шитья, изразцов, а также археологических находок.

## История

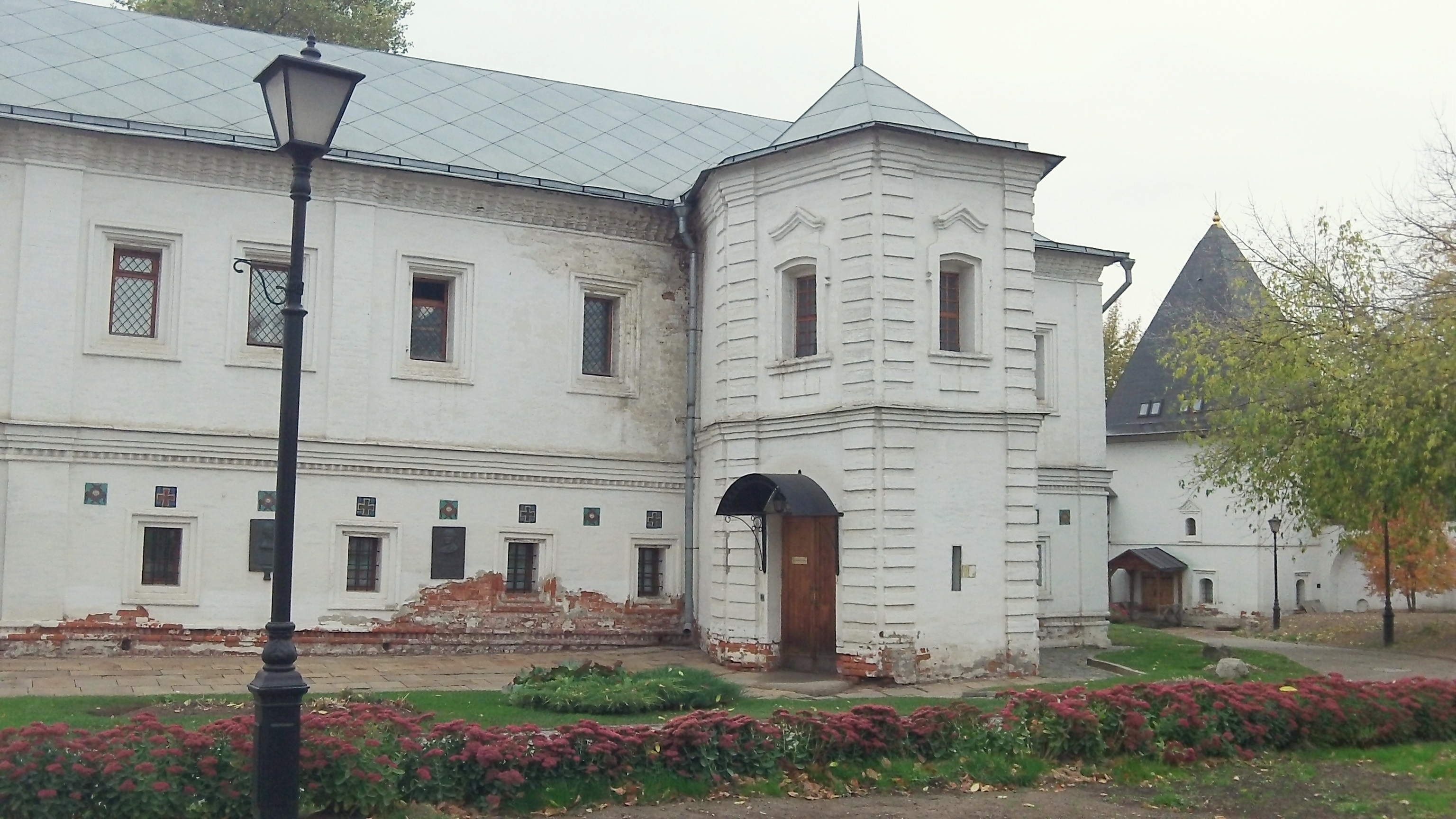
Один из корпусов музея на территории Андроникова монастыря, 2014 год

### Основание
В 1947 году учёные Пётр Барановский, Игорь Грабарь, Николай Воронин и Пётр Максимов подготовили проект по реставрации Андроникова монастыря к 800-летию со дня основания Москвы. Городские власти одобрили предложение, учитывая историческую важность монастыря: в XV веке росписью внутренних сводов занимался иконописец Андрей Рублёв, после смерти захороненный у стен Спасского собора. По замыслу группы исследователей после реконструкции монастырь должен был стать местом, где хранится и изучается живопись Древней Руси.

### 1940—1950-е
10 декабря 1947 года Совет министров СССР выпустил директиву «О мероприятиях по сохранению памятников архитектуры Андроникова монастыря в г. Москве». Согласно документу, на территории были образованы два учреждения: реставрационные мастерские и Музей имени Андрея Рублёва.
До 1949 года в музее не было директора — из-за проводимой религиозной политики советских властей многие кандидаты отказывались занимать пост. Однако благодаря инициативе начальника главного управления по охране памятников министерства культуры СССР Шалвы Ратия, на должность был приглашён грузинский учёный Давид Арсенишвили. Как вспоминал о нём филолог Дмитрий Лихачёв:
С самым грузинским из грузин я познакомился в Москве, и это было лет тридцать назад. Это был Давид Ильич Арсенишвили — организатор и основатель теперь всемирно известного музея имени Андрея Рублёва. На всю жизнь запечатлелся в памяти его облик. Человек уже к тому времени не молодой, к тому же не искусствовед, но обладавший «чутьём к искусству», он увлекался древнерусским искусством в ту самую пору, когда оно меньше всего ценилось в нашей стране — в конце 40-х — начале 50-х годов.
В 1950-м штат сотрудников пополнила исследователь Наталья Дёмина, ранее работавшая в Третьяковской галерее. Будучи специалистом по древнерусской живописи, она стала автором первой неофициальной экспозиции в монастыре, открытой в 1950-м на западной и северной папертях ещё не отреставрированного Спасского собора, на которой были представлены фотографии, копии и оригиналы художественных произведений Древней Руси. Первая экспозиция просуществовала до 1959-го и была программной, то есть говорила о направленности музея и заявленных подходах к изучению древнерусского искусства. Уникальность первой выставки состояла в том, что она акцентировала внимание на образ человека Древней Руси, запечатлённый в работах средневековых мастеров, через фотографии ликов с памятников живописи.
В 1951 году Совет министров СССР рассматривал вопрос об упразднении музея, поступивший от председателя Совета министров РСФСР Бориса Черноусова. Согласно официальной повестке встречи, помещения предлагалось отдать под нужды научно-реставрационной мастерской Управления по делам архитектуры РСФСР. Однако председатель комиссии Михаил Суслов принял сторону Давида Арсенишвили и оставил здание Андроникова монастыря музею.

### 1960—1970-е
Начатая в 1947-м реставрация монастыря завершилась к 1960 году. Её окончание было приурочено к 600-летию со дня рождения Андрея Рублёва. 21 сентября того же года состоялось официальное открытие музея и мемориальной доски иконописцу.
День был тёплый и светлый. Никогда ещё Андроников монастырь не видел такого скопления людей, соскучившихся по своей истории и жаждущих приобщиться к своим духовным корням. Митинг состоялся с западной стороны собора, около входа. Желающих поучаствовать в этом событии было так много, что людям пришлось стоять даже на длинной лестнице церкви Архангела Михаила. Настоящий муравейник…Воспоминания одной из первых сотрудниц музея Натальи Ивановой
После окончания официального мероприятия для посетителей был открыт Спасский собор и выставочный корпус музея, располагающийся в бывших гаражах прихрамовой территории. В соборе была выставлена икона «Иоанн Предтеча», привезённая из Николо-Пешношского монастыря.
В 1968 году музей перешёл из подчинения Главного управления Мосгорисполкома Министерству культуры СССР и стал называться Центральным музеем древнерусской культуры и искусства имени Андрея Рублёва. Также благодаря поддержке Раисы Горбачёвой музею была передана вся территория и здания Спасо-Андроникова монастыря.
В 1971 году в церкви Покрова Пресвятой Богородицы в Филях был создан филиал музея, который открыл свои двери для посетителей летом 1980 года и первыми его посетителями стали гости московской Олимпиады. В филиале, посвящённом русской культуре XVII века, с 1988 года проводились научные «Филёвские чтения». В 2015 году филиал был ликвидирован, а помещения музея перешли в ведомство Русской православной церкви. При этом элементы внутреннего интерьера церкви Покрова в Филях, включая иконы, являются частью Государственного музейного фонда. Сотрудники Музея имени Андрея Рублёва до настоящего времени контролируют состояние сохранности музейных предметов, проводят необходимые профилактические и консервационные работы.

### 1980—2000-е
По инициативе работников музея в 1985 году в сквере перед музеем установили памятник Андрею Рублёву работы архитектора Олега Комова. В 1991-м музей вошёл в список объектов культурного наследия России. После реставрации 1998 года значительно расширилась экспозиции — новые выставочные пространства открылись в церкви Архангела Михаила XVII века и Трапезной палате XVI века. Память о первом директоре Давида Арсенишвили и исследовательнице Натальи Дёминой была увековечена памятными досками работы Зураба Церетели и Владимира Суровцева, открытыми в 2001 году на территории музея.

### Современность

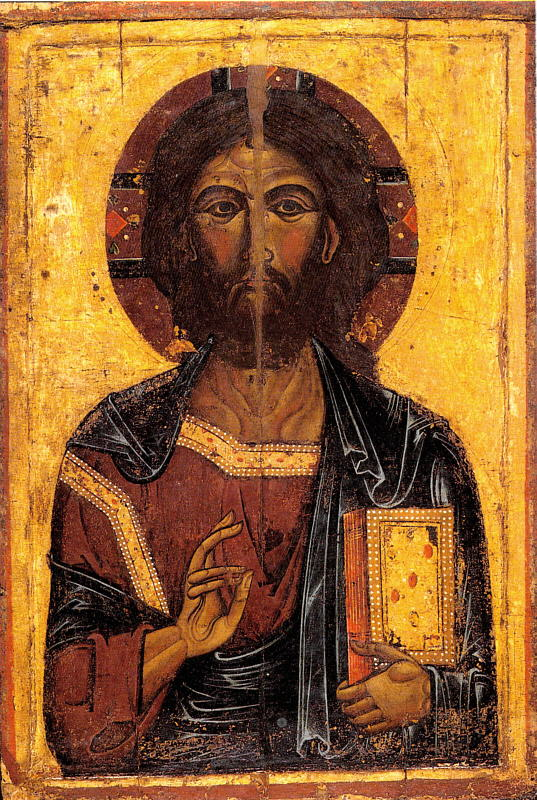
Спас из Гавшинки — самый древний экспонат Музея имени Андрея Рублёва в Андрониковом монастыре.

Музей регулярно проводит крупные выставки, в том числе за рубежом — в Испании, Германии, Нидерландах, Италии.

В 2004 году выставка «Иконы из частных собраний. Русская иконопись XIV — начала XX века» объединила в экспозиции самые редкие и выдающиеся иконы известных коллекционеров..

В 2004—2005 годах выставка «Из новых поступлений. 1993—2003 гг.» демонстрировала новые экспонаты, пополнившие музейное собрание.. Традиция таких выставок продолжена в наши дни — в 2019 году музей вновь продемонстрировал произведения, закупленные или полученные им в качестве даров и вошедшие в его коллекцию.
В 2005 году прошла выставка «Следуя отеческим преданиям. Памятники православной культуры XIV—XX веков, сохранённые и созданные старообрядцами».. В 2011 году в рамках проекта «Художественные центры старообрядчества» открылась выставка «Искусство Поморья XVIII век—XIX веков».. Старообрядческому наследию были также посвящены выставки произведений в технике медного литья (например, выставка «Отчеканил мастер Родион Хрусталёв») и рукописей («Образы молитвы в звуках и красках. Старообрядческая певческая рукопись конца XIX — начала XX века») в 2018 году и "Повесть о царице и львице в 2019 году.
С 2013 года в память о первом директоре Давиде Арсенишвили ежегодно проводится научная конференция «Россия-Грузия. Диалог культур», участие в которой принимают как ведущие российские учёные, так и гости из Грузии, в том числе иерархи Грузинской Православной церкви.
Назначенный 27 мая 2016 года директором Музея имени Андрея Рублёва Михаил Миндлин в 2017 году стал фигурантом резонансного уголовного «дела реставраторов» в составе ОПГ из 8 человек, получив в итоге по приговору. Дорогомиловского районного суда г. Москвы 1 год условно, с испытательным сроком в 1 год 8 месяцев, и сохранив при этом должность директора музея. Приговор оглашён 9 октября 2017 г. Все фигуранты были признаны виновными по Ст. 159, ч. 4 УК РФ «Мошенничество, совершённое организованной группой в особо крупном размере».
В 2017-м музей отметил 70-летие со дня основания музея. В обновлённую экспозицию вошло более трёхсот предметов из фондохранилища, ранее находившихся на реставрации. В качестве подарка на юбилей, правительство Москвы объявило о передаче музею близлежащей территории площадью 4 тыс. м².
Среди концептуальных выставок музея — экспозиции, посвящённые особым темам в русском религиозном искусстве, связанным со стихиями или явлениями. Среди них — «Образы воды в христианском искусстве. Памятники XV — начала XX века» (2017 г.), «Образы огня в христианском искусстве» (2019 г.)., «Другое измерение. Смерть и загробная жизнь в христианском искусстве», включённая изданием The Village в список главных выставок зимы 2019 года.
С 2017 года музей ведёт активную издательскую деятельность, выпуская не менее 15 изданий в год — каталогов выставок, альбомов, сборников научных статей.
20 ноября 2020 года состоялось открытие памятной доски в честь 400-летия почитаемого Русской старообрядческой церковью священномученика протопопа Аввакума.
Памятная доска установлена на стене бывшей Трапезной палаты Спасо-Андроникова монастыря.
В 2023 году планируется открытие филиала в музейном квартале Тулы. На экспозиции будет представлено древнерусское искусство XV—XVI веков, музей будет знакомить гостей с основными православными праздниками, с главными прославленными в этот период русскими святыми..

## Экспозиция

Икона «Спас Смоленский на фоне Кремля», XIX век

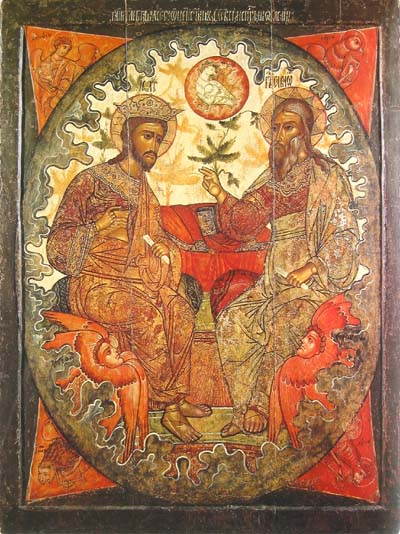
Икона «Троица Новозаветная», XVII век

### Формирование
Коллекция музея начала формироваться в 1954 году с первыми научными экспедициями работников музея, которые были направлены на составления описи монастырей России и списка пострадавших икон. Первые пять работ перешли из Краеведческого музея города Владимира и были отобраны из тех произведений, которые, по мнению местного руководства, подлежали уничтожению. Второй ценный привоз произошёл в 1955-м, когда были переданы произведения из Евфимиева монастыря в Суздале. На момент официального открытия музея в 1960 году, коллекция состояла из 317 памятников искусства. В последующие годы музейное пространство активно пополнялось: с 1970 по 2000-е года хранилище значительно увеличилось за счёт даров частных лиц и государственных организаций. Ценными приобретениями стали иконы «Богоматерь с младенцем» XII века, «Апостол Тимофей и Иоанн Предтеча», «Преподобный Иоанн Рыльский», «Святитель Леонтий Ростовский», «Великомученица Анастасия», «Преподобный Кирилл Белозерский», а также миниатюра XVI века «Великомученик Мина с клеймами жития», привезённая из деревни недалеко от Николо-Пешношского монастыря.
По состоянию на 2018 год, экспозиция содержит более 13 тысяч предметов: иконы, археологические находки, рукописные и старопечатные книги, а также оригиналы и копии фресок.

### Коллекция
Основное выставочное пространство расположено в церкви Михаила Архангела, возведённой в XVII веке по заказу первой жены Петра I Евдокии Лопухиной. При входе в музей расположена небольшая икона ромбовидной формы, вышитая золотыми, серебряными и цветными нитями. Произведение является «вкладным», то есть вложенным в Спасо-Андроников монастырь при его основании в 1439 году. На иконе изображено воскрешение Христа и, в частности, его выход из ада с праведниками.
Музейная коллекция содержит более 4,5 тысяч икон XIII—XX веков. Из наиболее редких произведений — «Спас Вседержитель» XIII века, «Спас Нерукотворный» XIV века, «Иоанн Предтеча» XV века, «Архангел Гавриил», а также «Благоверные князья Борис и Глеб» начала XX века. Также там выставляются работы, выполненные мастерами из Романова-Борисоглебска: прориси мастера Африкена Лисихина, на которых изображены образы Богородицы, а также лист «Спас Борисоглебский». Важным памятником московской школы иконописи XVI века является Волоколамская икона Божией Матери, выполненная в царской мастерской по заказу Малюты Скуратова для Иосифо-Волоцкого монастыря.
Отдельную коллекцию составляют фрески церкви Спаса на Нередице под Великим Новгородом XII века, собора Рождества Богородицы Пафнутьево-Боровского монастыря XV века, Троицкого собора Макарьевского Калязина монастыря XVII века, а также церкви Воскресения в Пучеже XVIII века.
В музее хранятся около двух тысяч предметов рукописных и старопечатных книг, таких как работа о постничестве святителя Василия Великого XV века, «Лествица» Иоанна Синайского XVI века, старообрядческий сборник первой трети XIX века, книги кириллического шрифта из Москвы, Киева, Вильно, Львова, Острога. В ходе научных экспедиций в 1970-х в состав экспозиции вошли скульптуры и рельефные иконы Древней Руси и современные: Николы Можайского XVII века, крест-распятие XVII века, «Огненное восхождения пророка Илии» XVIII века, изображение Святого Николая XVII—XVIII веков.
Археологическая коллекция была сформирована во время реставрации Спасского собора в середине XX века. В неё вошли печные изразцы, плитки пола, посуда, колокола, венцы и надгробные плиты, а также образцы изделий, выполненных с помощью техники «эмаль по скани», популярной в Византии.

Коллекция икон в составе музея
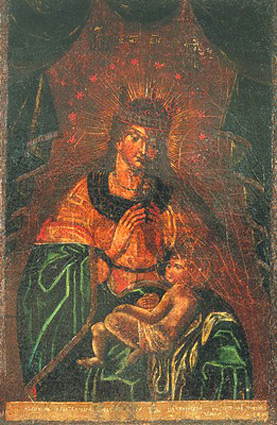
Балыкинская икона Божией Матери, 1792 год
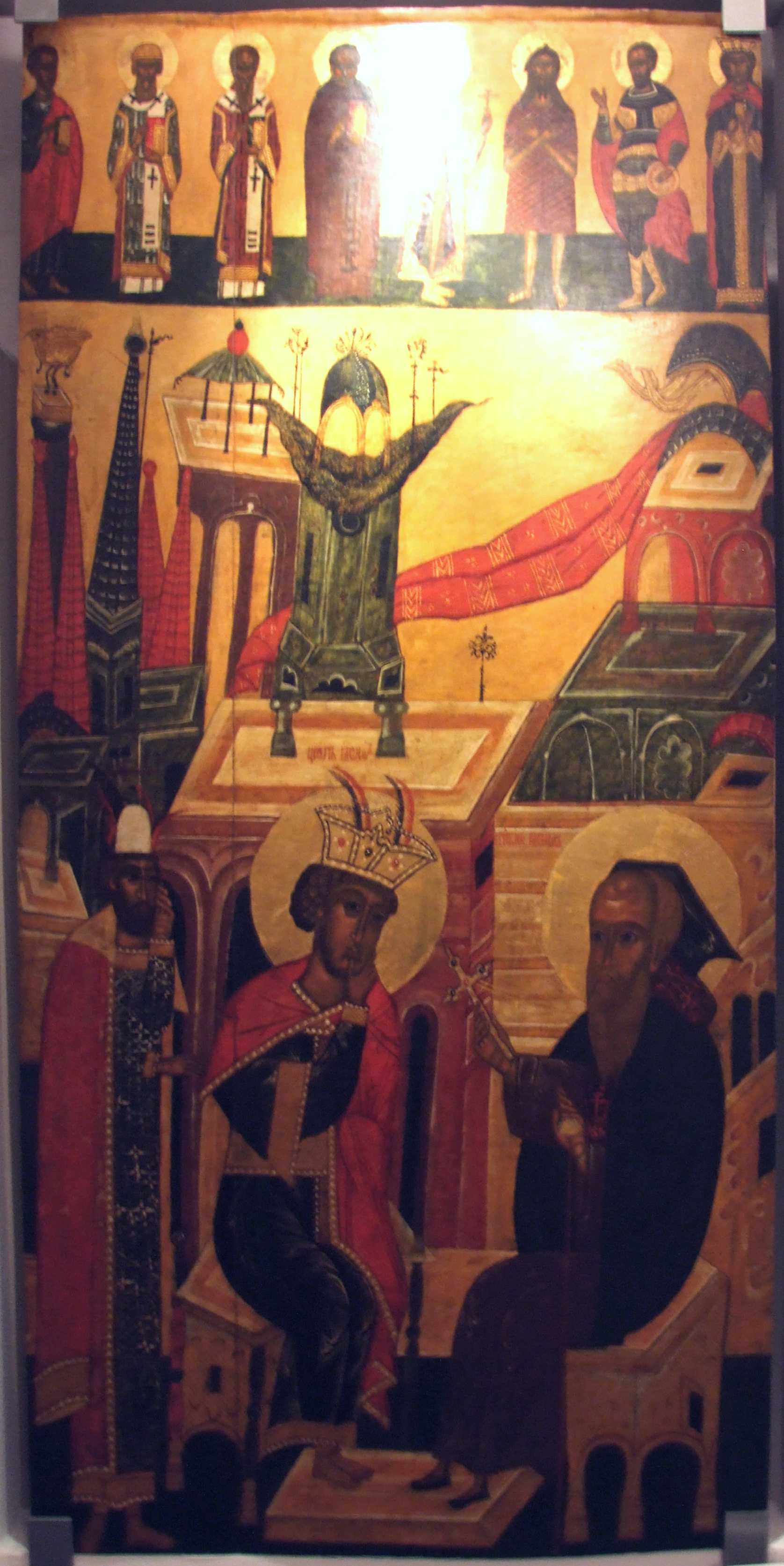
Беседа преподобного Варлаама и царевича индийского Иоасафа, XVII век
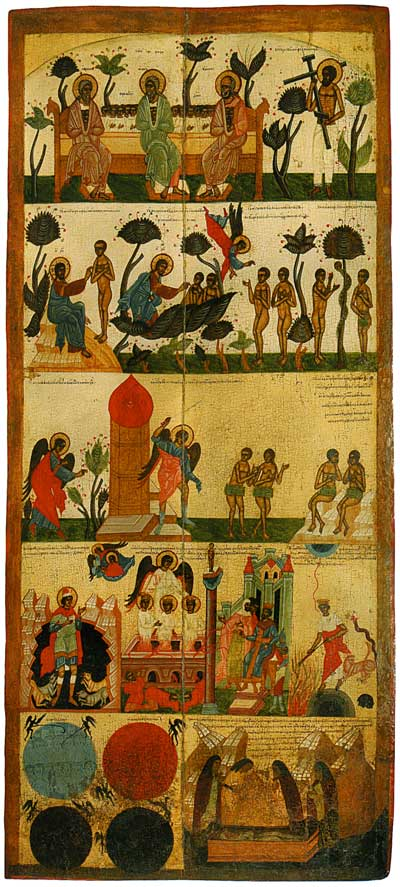
Икона неизвестного автора, XVII век
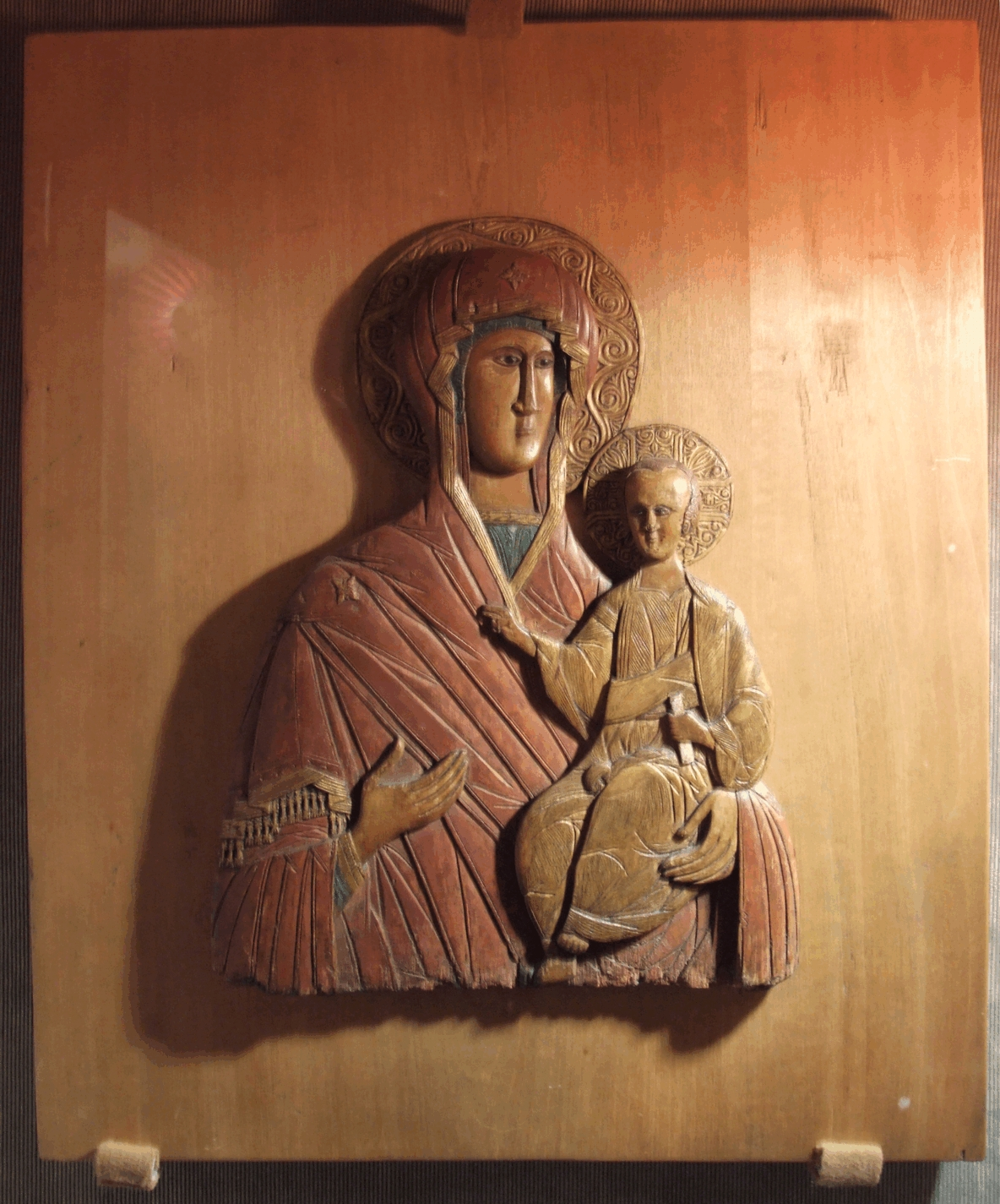
Богоматерь Одигитрия, XV век
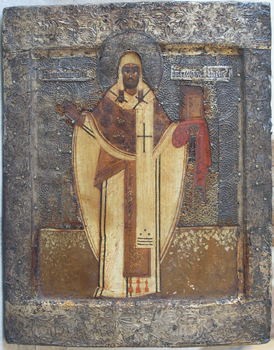
Святитель Леонтий Ростовский, XVI век
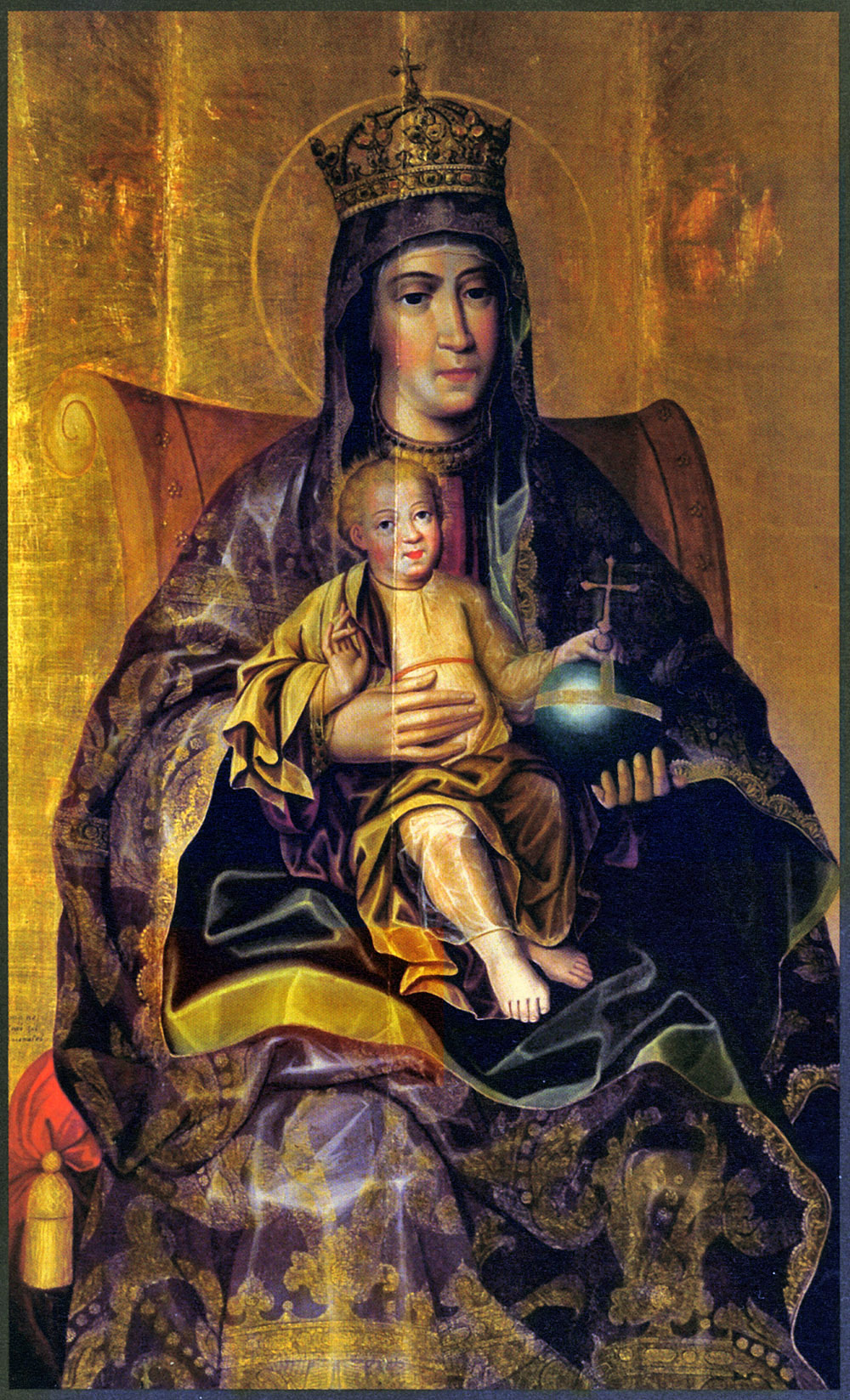
Богоматерь с младенцем работы Карпа Золотарёва, XVII век
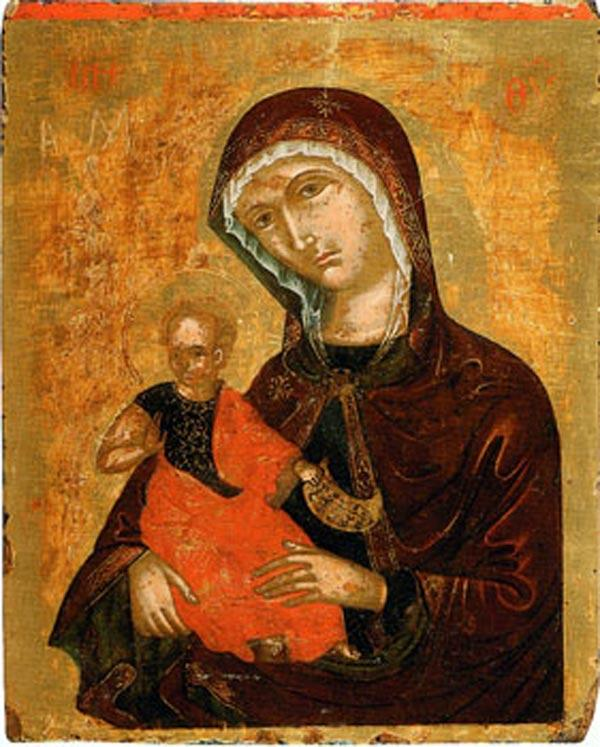
Богоматерь с младенцем, XVI век
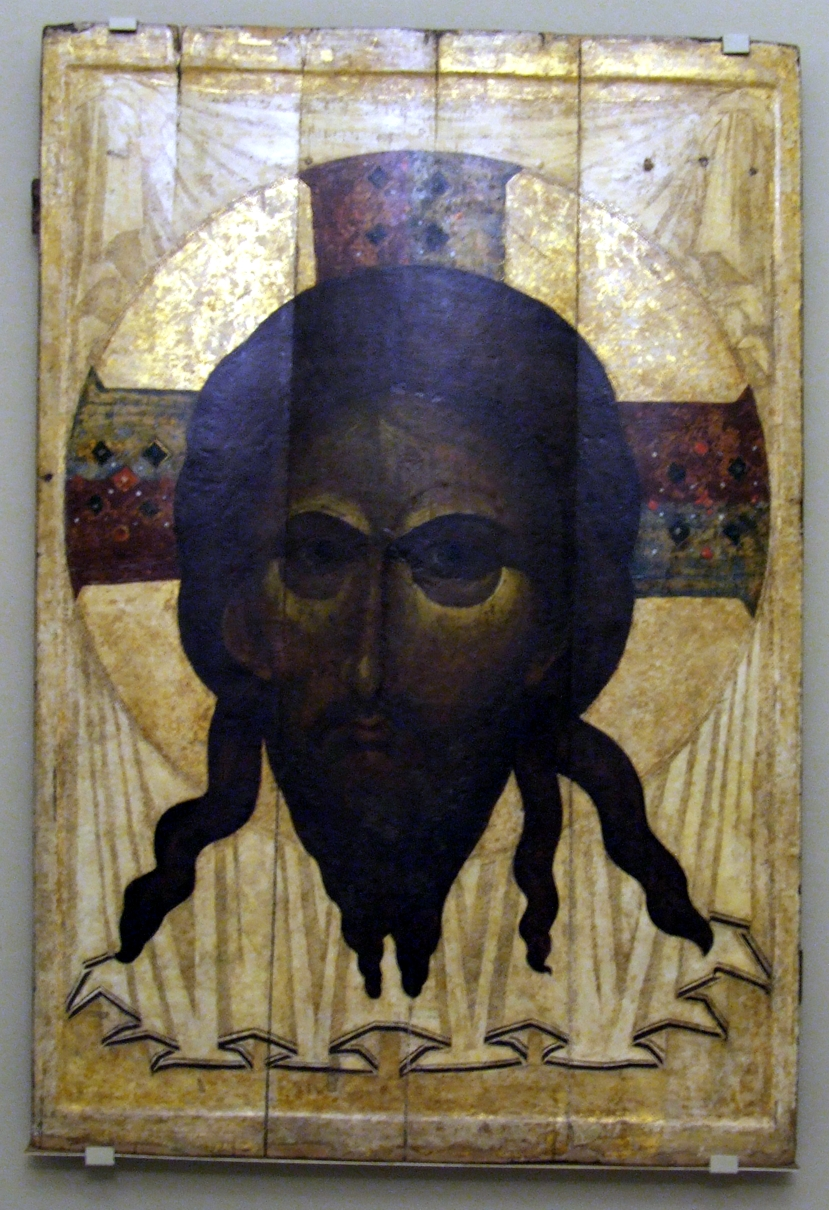
Спас Нерукотворный, XIV век
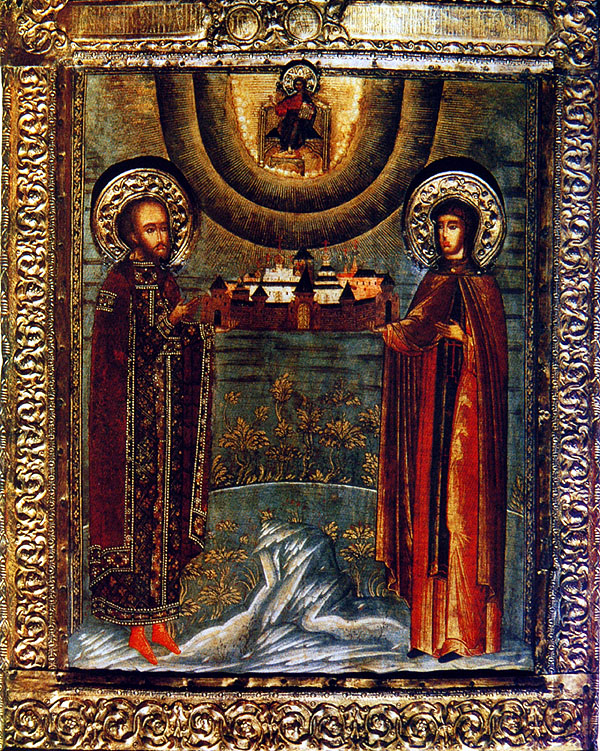
Святые Михаил и Ксения Тверские, XVII век
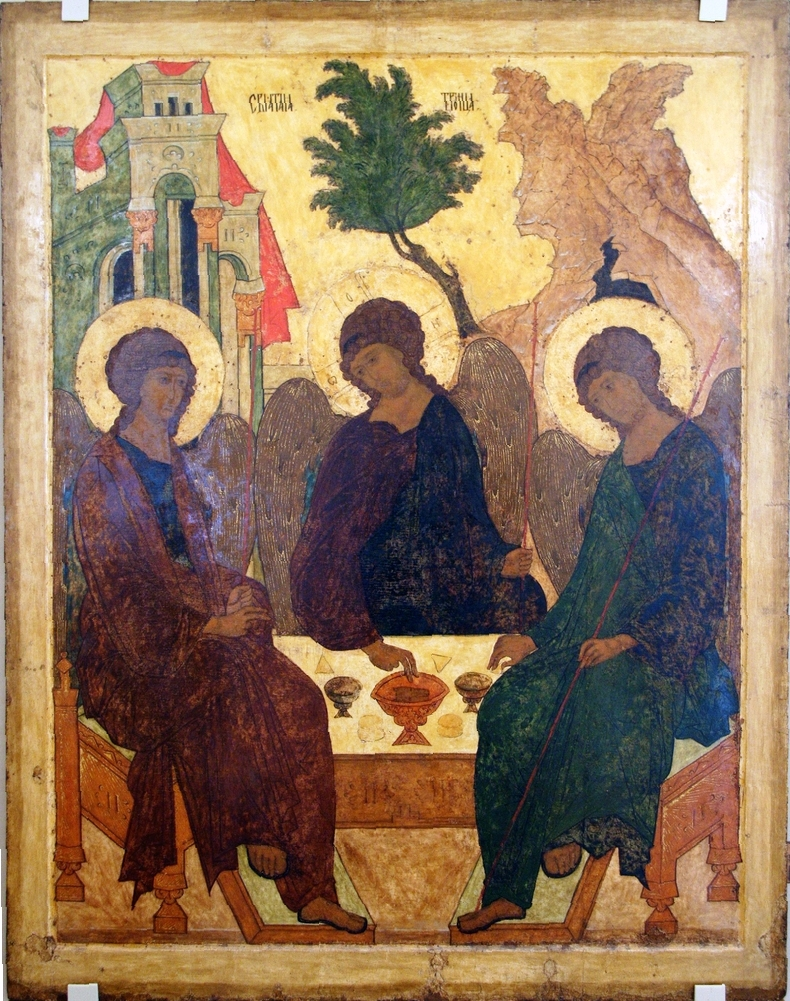
Троица Живоначальная, XV век
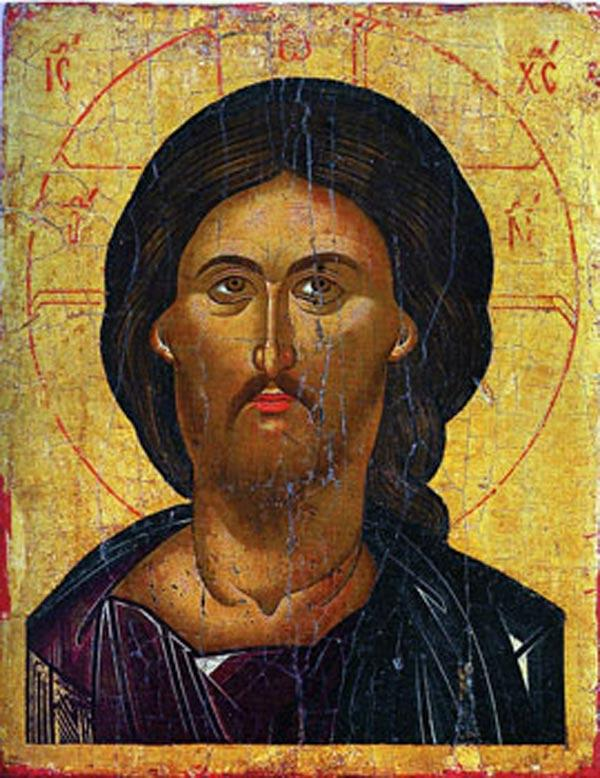
Господь Вседержитель, XVI век
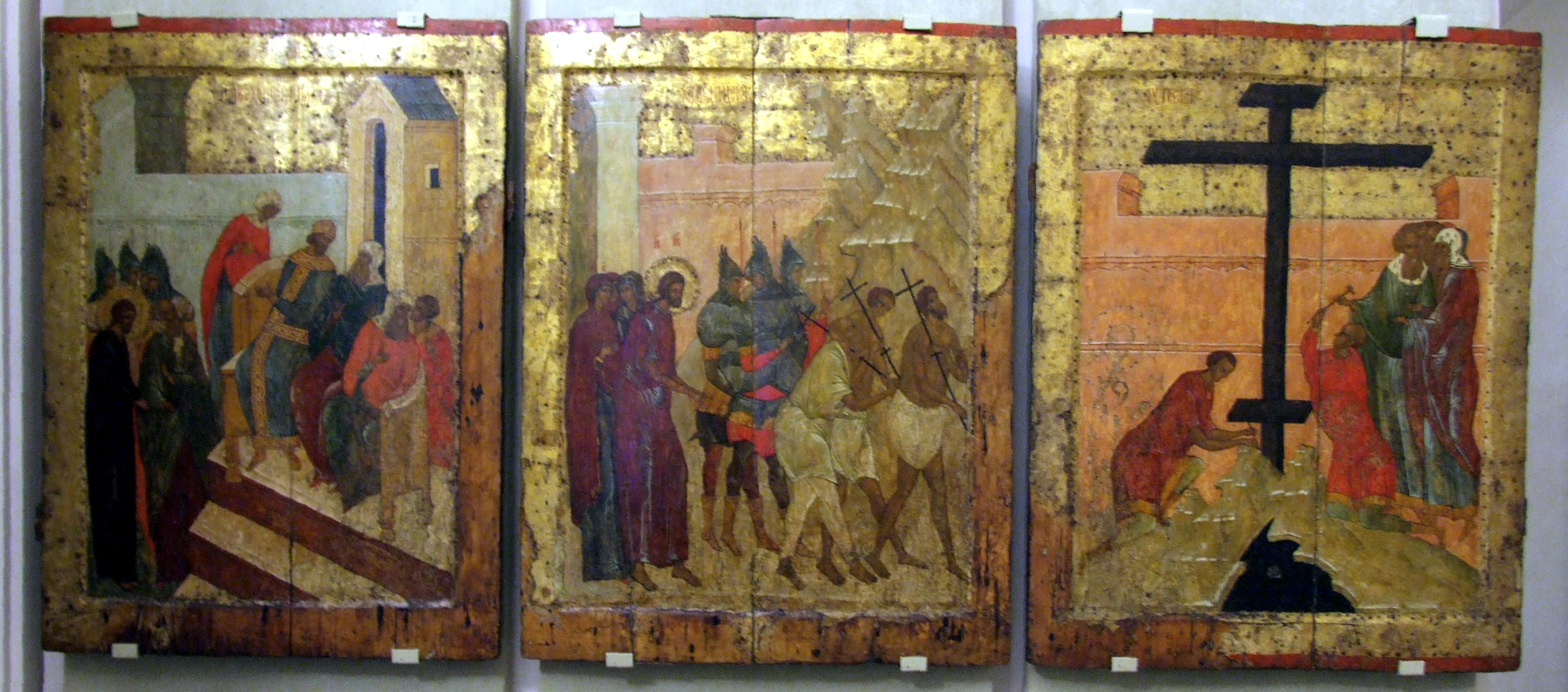
Тройное Файл: Христос перед Пилатом, Ведение Христа на Голгофу, утверждение креста, XV век
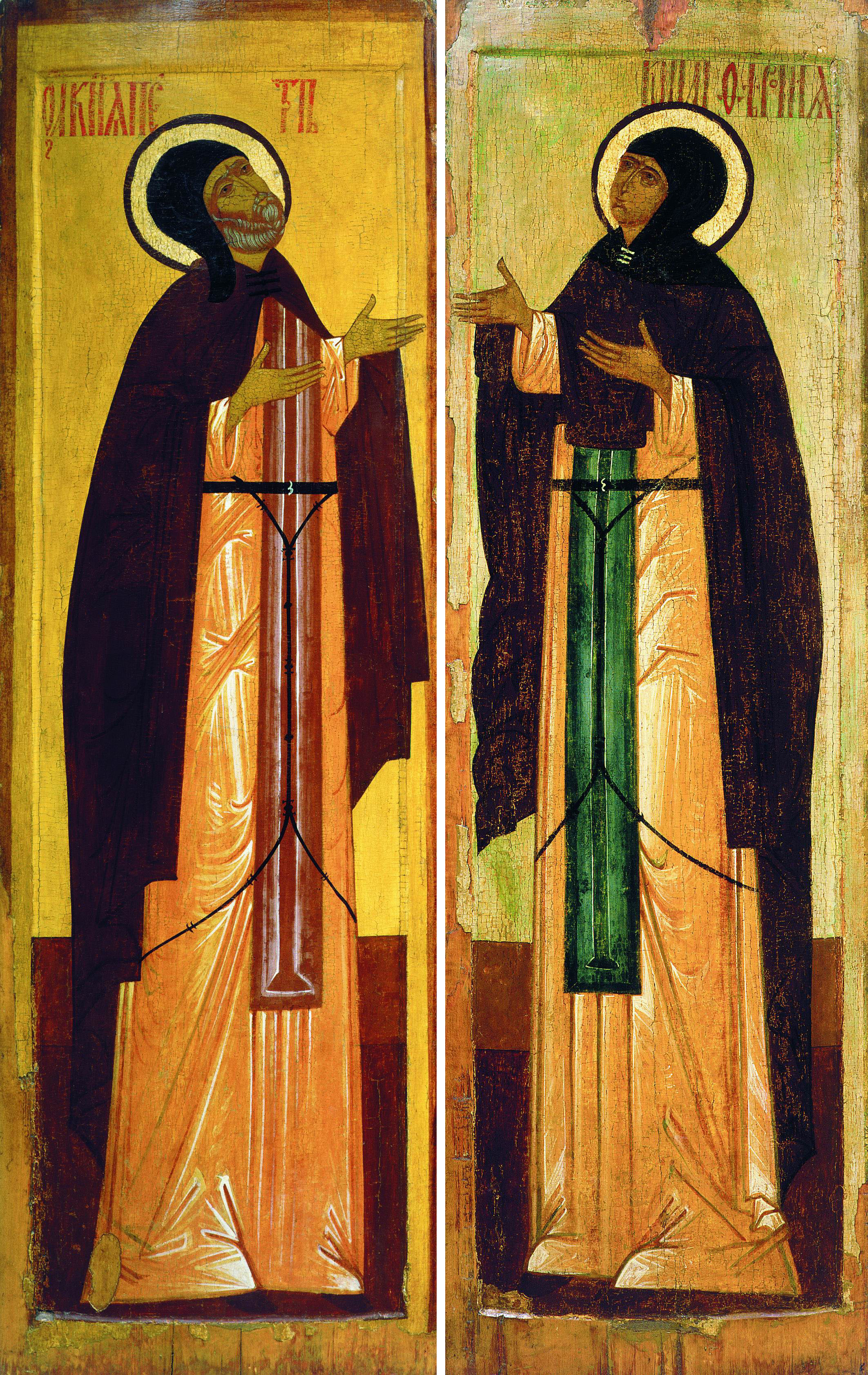
Князь Пётр и княгиня Феврония Муромские, XVI век
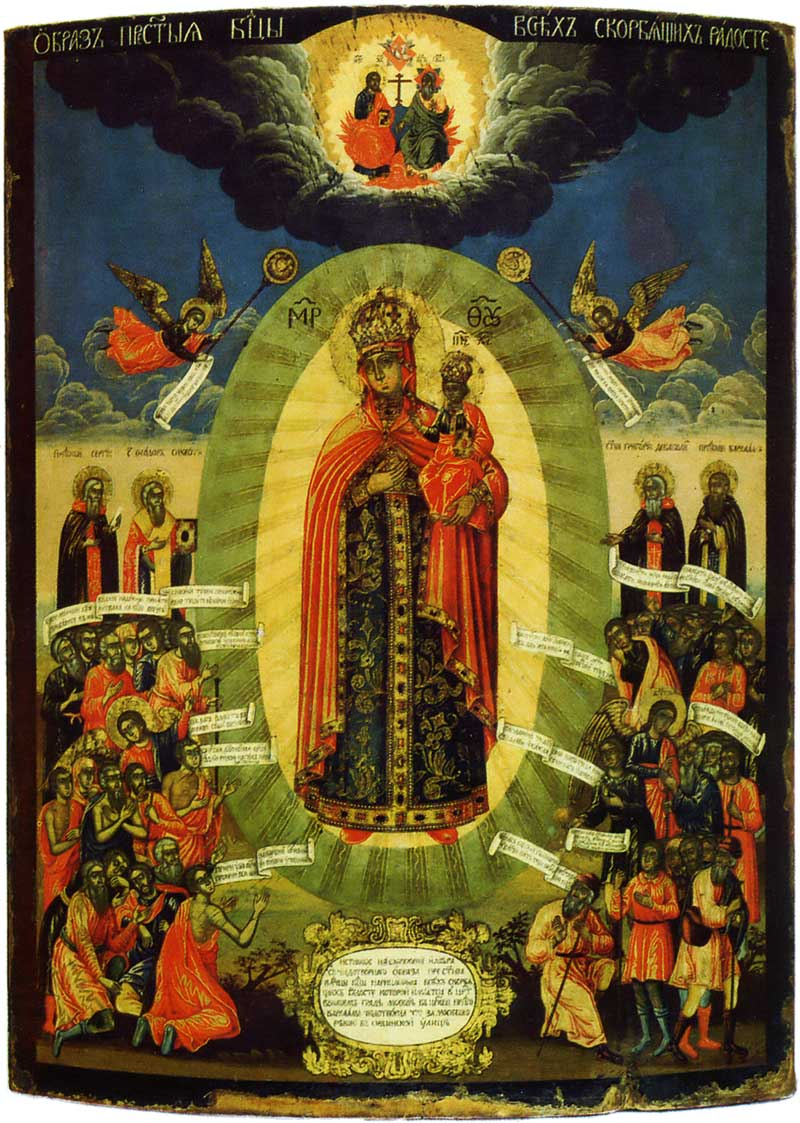
Всех скорбящих Радость, XVIII века
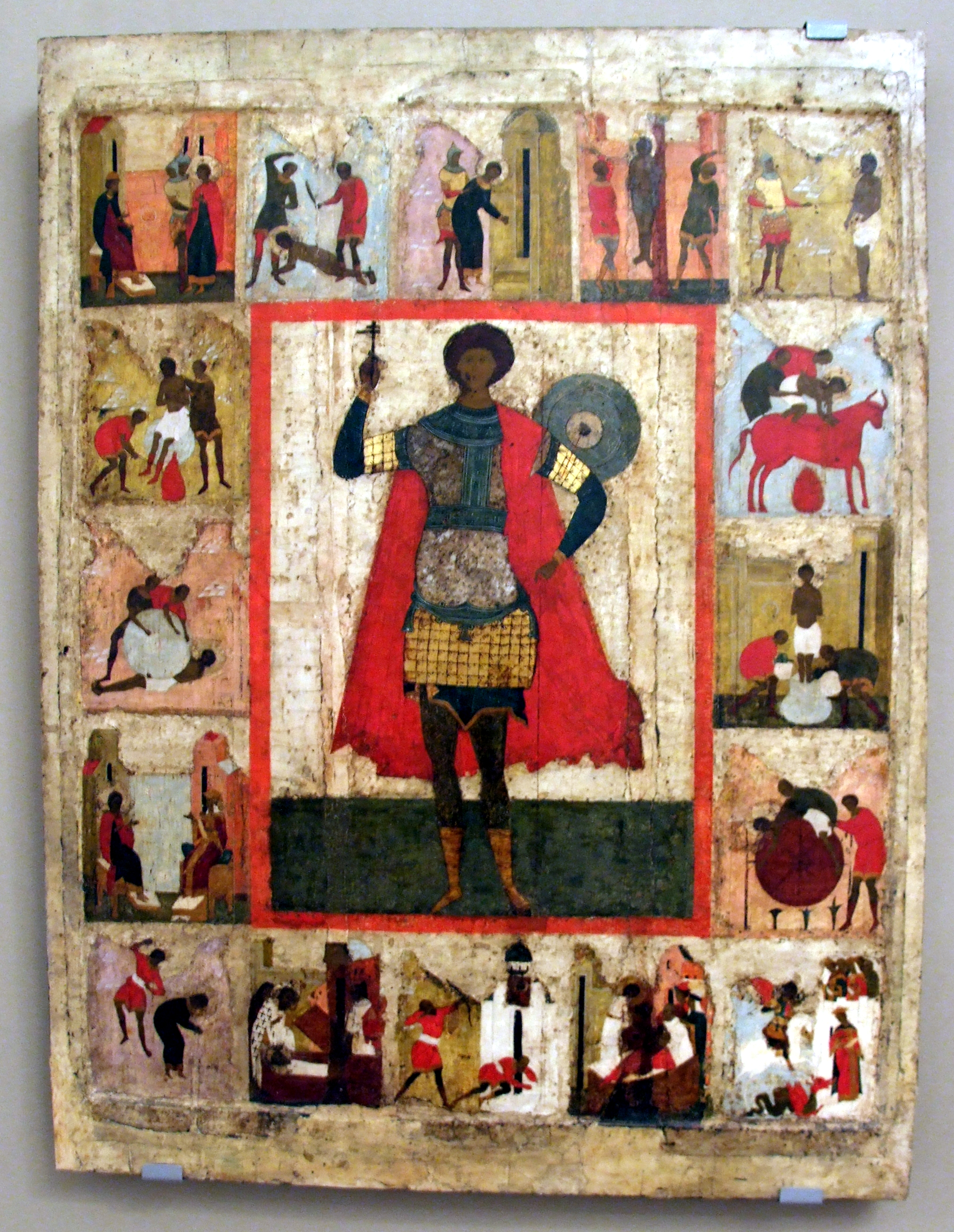
Великомученик Георгий Победоносец с житием, XVI век
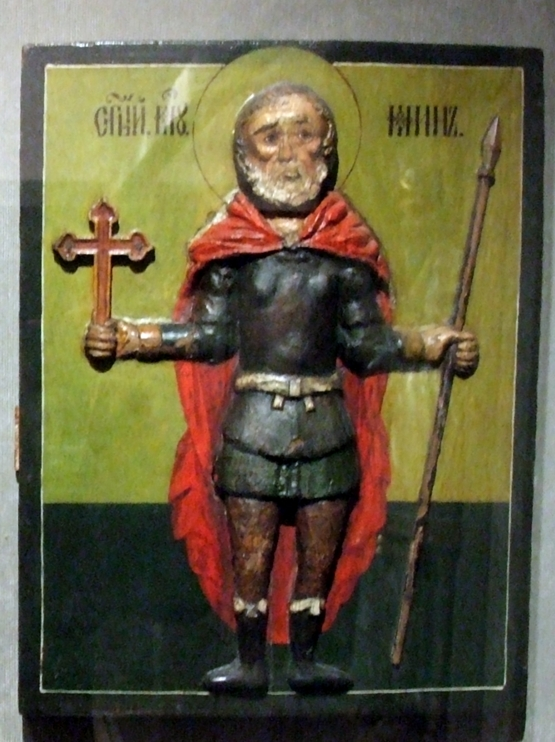
Святой Мина, XVII век
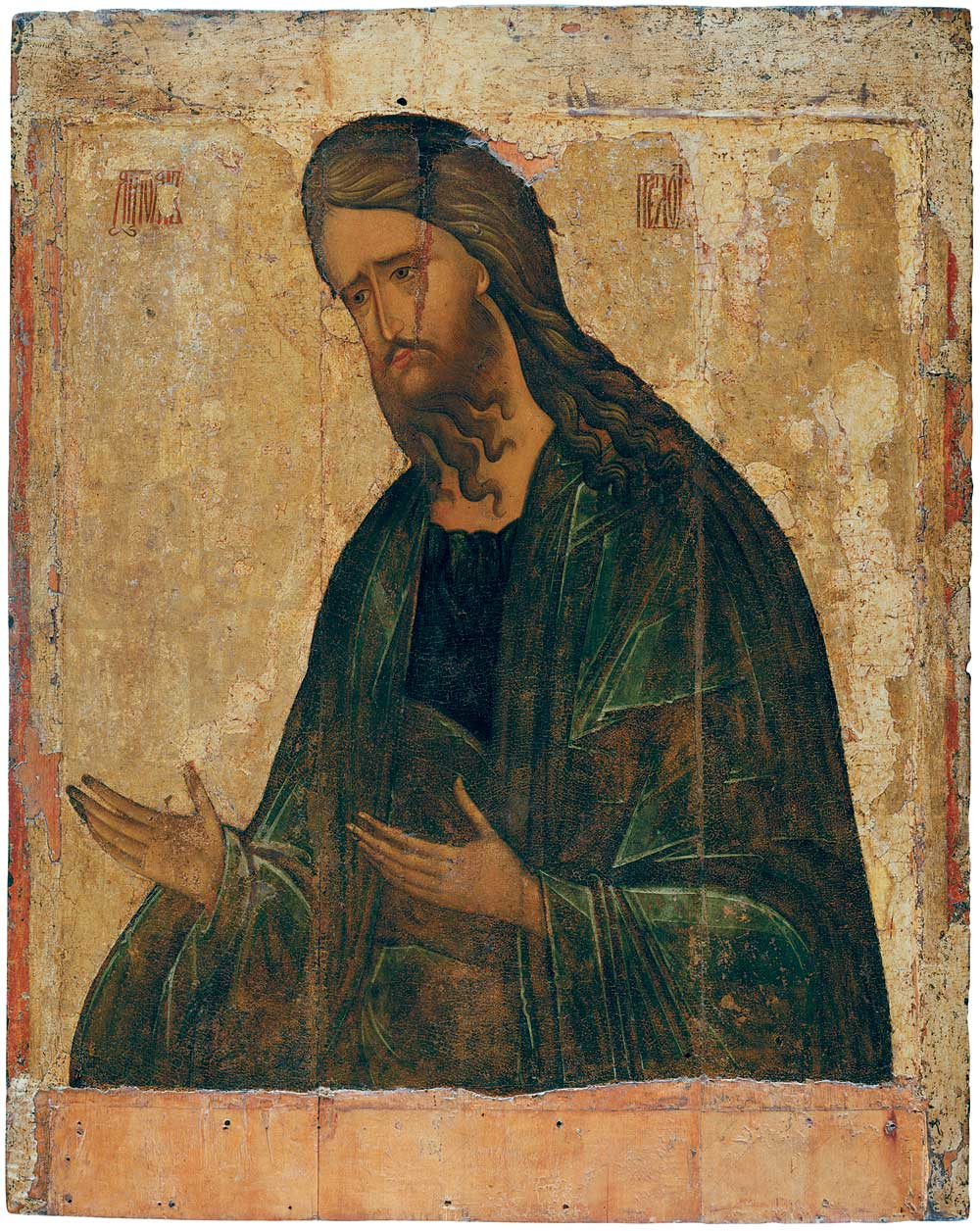
Иоанн Креститель, XV век
Богоматерь Владимирская, XIX век

## Награды
- Благодарность Президента Российской Федерации (29 июня 2018 года) — за заслуги в развитии отечественной культуры и искусства, многолетнюю плодотворную деятельность[61].